# Lewis Brown (rugby à XIII)
Pour les articles homonymes, voir Lewis Brown et Brown.

a Compétitions nationales et continentales officielles uniquement.

b Matchs officiels uniquement.
Lewis Brown, né le 3 octobre 1986 à Christchurch (Nouvelle-Zélande), est un joueur de rugby à XIII néo-zélandais évoluant au poste de deuxième ligne, de troisième ligne, de talonneur ou de centre. Il fait ses débuts en National Rugby League (« NRL ») avec les Warriors de New Zealand lors de la saison 2009, franchise avec laquelle il participe à une finale de NRL en 2011. Il rejoint en 2013 les Panthers de Penrith puis en 2016 les Sea Eagles de Manly-Warringah. Il a également joué avec la sélection de la Nouvelle-Zélande avec laquelle il a remporté le Tournoi des Quatre Nations 2014.

## Palmarès
- Collectif :
  - Vainqueur du Tournoi des Quatre Nations : 2014 (Nouvelle-Zélande).
  - Finaliste du Tournoi des Quatre Nations : 2016 (Nouvelle-Zélande).
  - Finaliste de la National Rugby League : 2011 (Warriors de New Zealand).

### En sélection

#### Quatre Nations
| Édition             | Rang      | Résultats pays | Résultats Taumalolo | Matchs Taumalolo |
| ------------------- | --------- | -------------- | ------------------- | ---------------- |
| Quatre Nations 2011 | 1re tour  | 1 v, 0 n, 2 d  | 1 v, 0 n, 2 d       | 3/3              |
| Quatre Nations 2014 | Vainqueur | 4 v, 0 n, 0 d  | 3 v, 0 n, 0 d       | 3/4              |

Légende : v = victoire ; n = match nul ; d = défaite.

### En club

#### Statistiques
| Saison                           | Club                             | Compétition                      | Matchs | Points | Essais | Goals | Drops |
| -------------------------------- | -------------------------------- | -------------------------------- | ------ | ------ | ------ | ----- | ----- |
| 2009                             | New Zealand Warriors             | National Rugby League            | 15     | 12     | 3      | 0     | 0     |
| 2010                             | New Zealand Warriors             | National Rugby League            | 23     | 28     | 7      | 0     | 0     |
| 2011                             | New Zealand Warriors             | National Rugby League            | 22     | 20     | 5      | 0     | 0     |
| 2012                             | New Zealand Warriors             | National Rugby League            | 24     | 16     | 4      | 0     | 0     |
| 2013                             | Penrith Panthers                 | National Rugby League            | 23     | 12     | 3      | 0     | 0     |
| 2014                             | Penrith Panthers                 | National Rugby League            | 22     | 12     | 3      | 0     | 0     |
| 2015                             | Penrith Panthers                 | National Rugby League            | 21     | 16     | 4      | 0     | 0     |
| 2016                             | Manly-Warringah Sea Eagles       | National Rugby League            | 24     | 8      | 2      | 0     | 0     |
| Total New-Zealand Warriors       | Total New-Zealand Warriors       | Total New-Zealand Warriors       | 84     | 76     | 19     | 0     | 0     |
| Total Penrith Panthers           | Total Penrith Panthers           | Total Penrith Panthers           | 66     | 40     | 10     | 0     | 0     |
| Total Manly-Warringah Sea Eagles | Total Manly-Warringah Sea Eagles | Total Manly-Warringah Sea Eagles | 24     | 8      | 2      | 0     | 0     |
| Total                            | Total                            | Total                            | 174    | 124    | 31     | 0     | 0     |